# Piletocera nigrescens
Piletocera nigrescens là một loài bướm đêm trong họ Crambidae.